# あかり (ワカバの曲)
「あかり」は日本の音楽グループ、ワカバの5枚目のシングルである。2010年11月26日に喝采から発売された。2011年2月23日にはタイトル曲の別バージョン「あかり-donation music ver.-」が日本国内の主要配信サイトから発売された。

## 解説
タイトル曲の「あかり」はワカバの20代の女性ファンが自殺したことをきっかけに生まれた。ワカバのポスターやCDで埋め尽くされた女性の部屋を訪ねた亀田大は「もっと何かできたのでは」と悔やみ、「命を絶とうとする人を一人でも多く救いたい」と願い、この曲を制作した。メンバーは「生きる人へのメッセージにしよう」と話し合った。
前作の「ZEROからはじめるストーリー」からは約1年3ヵ月ぶりのリリースで、当初はタイアップはつかなかった。これは2007年の「クラスメイト/ヨセントッパ!」以来のことである。
しかし楽曲が制作された経緯もあり、2011年3月の内閣府『いのち支える（自殺対策）プロジェクト』にキャンペーンソングとして起用された。このための別バージョンとして「あかり-donation music ver.-」が制作され、同年2月23日に主要配信サイトからドネーションミュージックとして販売が開始された。この配信による収益は流通経費を除く全てが一般社団法人日本いのちの電話連盟、及び特定非営利活動法人国際ビフレンダーズ東京自殺防止センターに寄付される。
同年3月11日に東日本大震災が発生したために、このキャンペーン自体は注目されることはなかった。しかしその後、この曲は震災の被災地への応援歌として脚光を浴びることとなった。きっかけとなったのは3月25日、メンバーの友人であるプロゴルファーの横峯さくらが公式ブログでこの曲を紹介したことだった。横峯の「聴いてみてください。元気がでます」という呼びかけが反響を呼んだ。4月中旬にABCテレビの『NEWSゆう+』で取り上げられると、インターネットでも共感の書き込みが相継いだ。5月13日にはワカバが同番組に生出演し、この曲を演奏した。岩手県の民放も5月の間、深夜の音楽番組のエンディング曲に採用した。7月19日にはNHK教育テレビの『福祉ネットワーク』で「あかり」の特集が放送され、ワカバも出演して演奏を披露した。
メンバーたちはこの曲について「不器用な僕らなりの応援歌。誰かの生きる力になれたら」と話している。

## 収録曲
（全作詞・作曲：亀田大・松井亮太・塚本伸男、編曲：吉田明広）
1. あかり [4:53]
  - 内閣府『いのち支える（自殺対策）プロジェクト』キャンペーンソング

編曲：高見英
2. 1CW3 [4:15]
3. あかり （Instrumental）
4. 1CW3 （Instrumental）